# Deutsche Kolonialfunkstellen

Deutsche Funkstellen in Afrika, Mitte 1914

Die deutschen Kolonialfunkstellen sollten ein Nachrichtennetz zur drahtlosen Telegrafie in den deutschen „Schutzgebieten“ bilden. Bis zum Beginn des Ersten Weltkriegs konnte jedoch nur ein Teil der geplanten Anlagen fertiggestellt werden. Den Bau und Betrieb übernahm vielfach die Firma Telefunken, die vom Deutschen Reich dazu beauftragt wurde. Es existierten auch private oder provisorische Funkstellen. Im Allgemeinen kann zwischen transkontinentalen Großfunkstellen für den Nachrichtenverkehr mit Europa oder anderen Kolonien und regionalen Klein- bzw. Küstenfunkstellen unterschieden werden. Nach Kriegsausbruch wurden zeitweilig Kriegsfunkstellen bzw. -empfangsstellen errichtet, die dem Nachrichtenverkehr der Schutztruppe dienten.

## Funkstellen des deutschen Kolonialfunknetzes

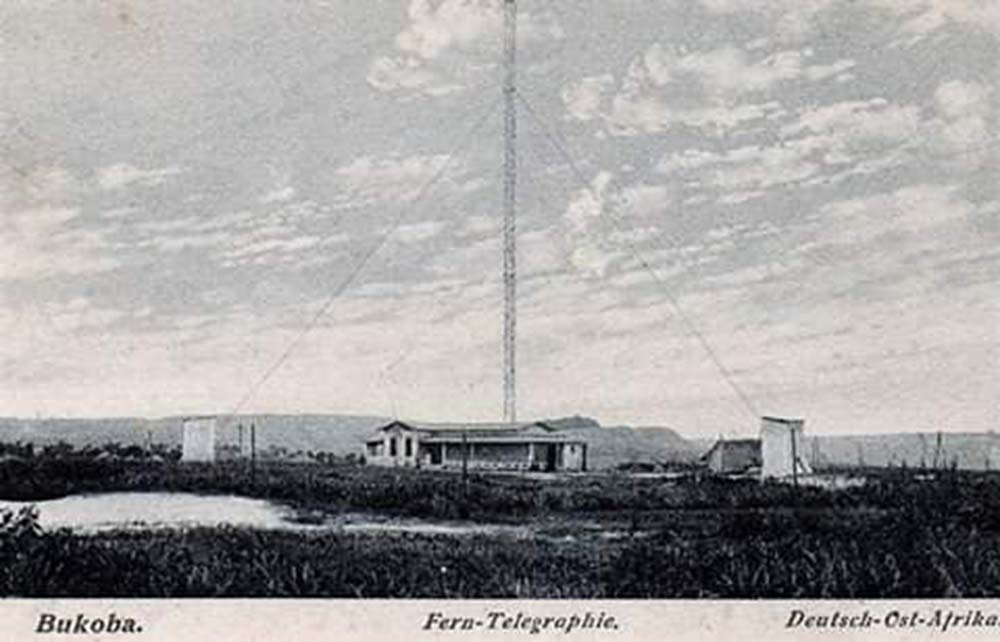
Funkstelle Bukoba

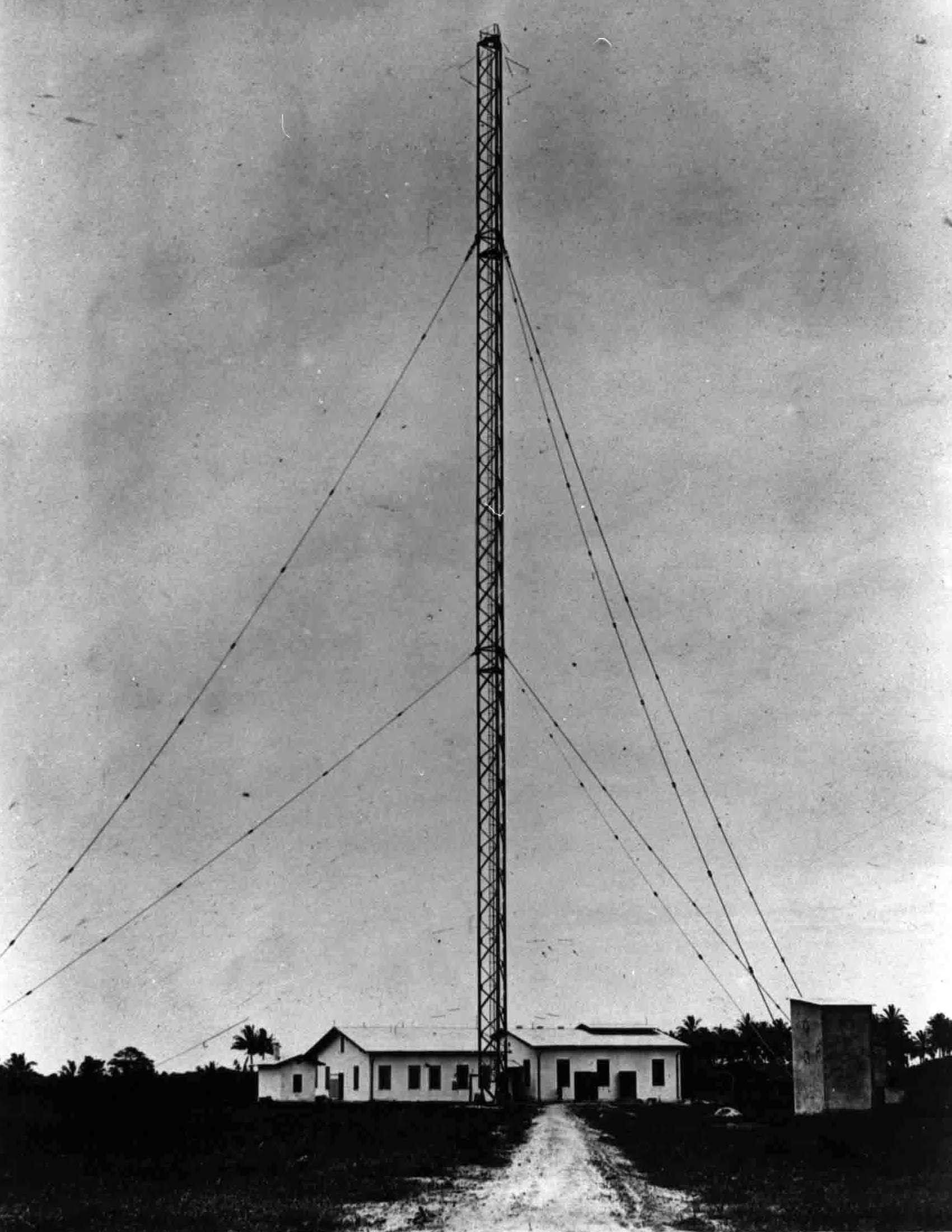
Eine deutsche Funkstelle in der Kolonie Togo

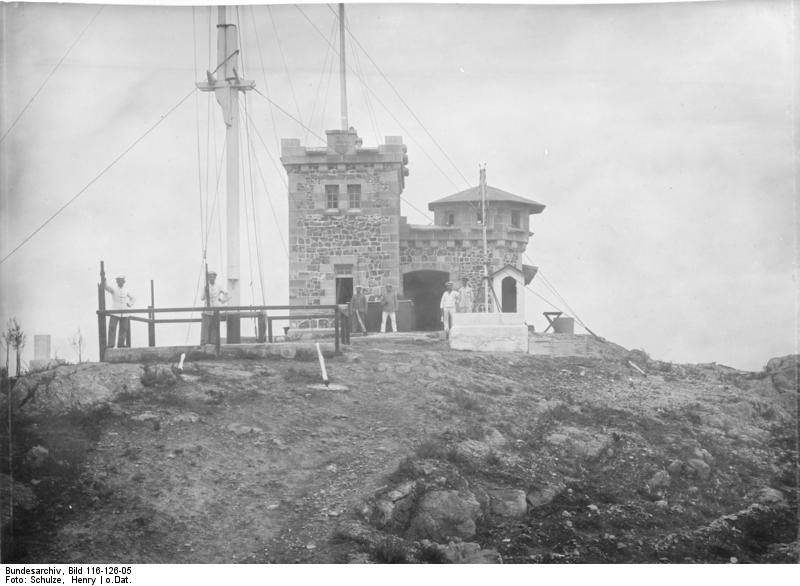
Marinesignalstelle bei Tsingtau

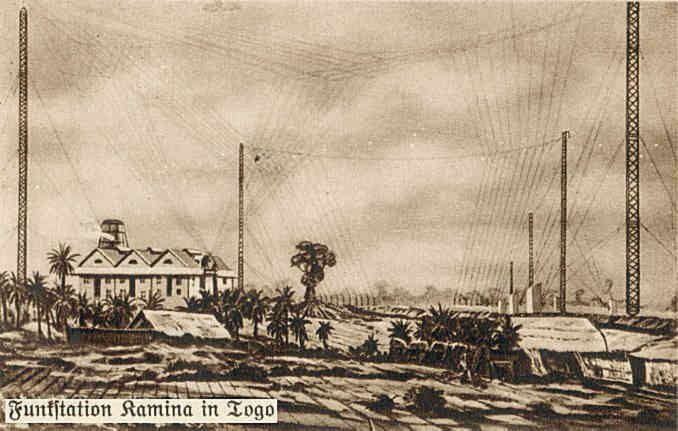
Großfunkstelle Kamina in Togo (zeitgenössische Postkarte)

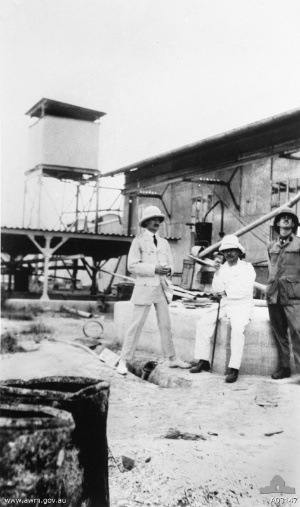
Funkstelle Bitapaka nach der Einnahme durch Australier, 1914

Die Liste enthält die Funkstellen, die bis zum Kriegsausbruch Anfang August 1914 fertiggestellt wurden, sowie Funkstellen zu Kriegszwecken während des Ersten Weltkriegs.

### Deutsches Reich(Mutterland)
- Großfunkstelle Nauen bei Berlin

### Deutsch-Ostafrika
- Kleinfunkstelle Bukoba
- Küstenfunkstelle Daressalam
- Kriegsfunkstelle Dodoma
- Kriegsfunkstelle Kamaschuma bei Bukoba
- Kriegsfunkstelle Kigoma
- Kriegsfunkstelle Liwale
- Kriegsfunkstelle Luwegu
- Kriegsfunkstelle Mahenge
- Kleinfunkstelle Muansa
- Kriegsfunkstelle Newala
- Kriegsfunkstelle Tabora
- Kriegsempfangsstelle Umbulu
- Kriegsfunkstelle Utete

### Deutsch-Südwestafrika
- Kleinfunkstelle Aus
- Küstenfunkstelle Lüderitzbucht
- Küstenfunkstelle Swakopmund
- Kleinfunkstelle Tsumeb
- Großfunkstelle Windhuk

### Kamerun
- Küstenfunkstelle Douala
- Kriegsempfangsstelle Ebolowa
- Kriegsempfangsstelle Éséka

### Kiautschou
- Küstenfunkstelle Tsingtau-Signalberg
- Kleinfunkstelle Tschalientau (Insel, 50 Kilometer östlich der Kiautschou-Bucht)[1]

### Togo
- Großfunkstelle Kamina
- Küstenfunkstelle Togblekovhe bei Lome

### Deutsch-NeuguineaundDeutsch-Samoa
Sämtliche Funkstellen wurden von der AN&MEF ab dem 11. September 1914 schnell eingenommen.
- Kleinfunkstelle Angaur
- Großfunkstelle Tafaigata bei Apia
- Großfunkstelle Bitapaka bei Kokopo (Herbertshöhe)
- Großfunkstelle Nauru
- Großfunkstelle Yap

### Hochschulschriften
- Alfred Schwabe: Die Funkentelegraphie als Verkehrsmittel, Berlin 1922 DNB 361376561 (Rechts- und staatswissenschaftliche Dissertation Universität Halle 1923, 2 Blatt, 8).
- Alfred Ristow: Die internationale Entwicklung und Bedeutung der Funkentelegraphie, Ebering, Berlin 1926, DNB 571087744 (Rechts- und staatswissenschaftliche Dissertation Universität Königsberg 1927, 131 Seiten, 8).